# Siloxène
 (mars 2025).
Le siloxène est un matériau nanostructuré dérivé du silicium, un élément central dans les technologies modernes en raison de ses propriétés semi-conductrices. Il appartient, avec le silicène et le silicane, à la famille des nanofeuillets de silicium (Si-NSs), des matériaux bidimensionnels aux structures et fonctionnalités variées. Sa formule brute est Si₆O₃H₆.
Considéré comme un matériau de nouvelle génération possédant des propriétés optiques et spectroscopiques uniques, le siloxène est prometteur pour diverses applications technologiques, notamment en optoélectronique et en stockage d'énergie.

## Histoire
Le siloxène est un matériau relativement récent dans le domaine des nanostructures et des matériaux 2D. Son origine trouve ses racines dans la recherche sur les matériaux à base de silicium, en particulier ceux de la famille des silicones et des silicates.
Le siloxène a été découvert par Friedrich Wöhler en 1863. Wöhler est un chimiste allemand connu pour ses travaux en chimie inorganique, notamment la synthèse de l'urée à partir de cyanate d'ammonium.
La découverte du siloxène s'inscrit dans ses recherches sur les composés du silicium. Cependant, ce n'est que bien plus tard, au XXe siècle, que sa structure a été étudiée en détail, notamment par Weiss, Beil et Meyer, qui ont analysé sa structure par diffraction des rayons X.Plus récemment, des recherches approfondies ont été menées sur ses propriétés et applications potentielles, notamment en nanotechnologie et en électronique.

## Structure
Le siloxène est un matériau bidimensionnel (2D), caractérisé par une structure en feuillets hexagonaux similaire à celle du graphène. Il se distingue de ce dernier par sa structure composée de silicium, d’oxygène et d’hydrogène.
Sa structure est formée de cycles de silicium (Si₆) organisés en réseau hexagonal, reliés entre eux par des ponts oxygène (Si-O-Si).Cette organisation donne au siloxène une forme légèrement ondulée plutôt qu'une structure parfaitement plane. Cette ondulation est due aux interactions entre les atomes de silicium et les groupes hydrogène (H) et hydroxyle (-OH) présents à la surface des feuillets.
Les caractéristiques structurelles du siloxène ont été déterminées par diffraction des rayons X, révélant les distances de liaison suivantes:
- Liaison Si-Si : 2,34 Å
- Liaison Si-H : 1,54 Å
- Liaison Si-O : 1,60 Å
- Angle de la liaison Si-O-H : 115°

### Types de structures
Le siloxène existe sous plusieurs formes dont les caractéristiques structurelles varient en fonction des conditions de synthèse.

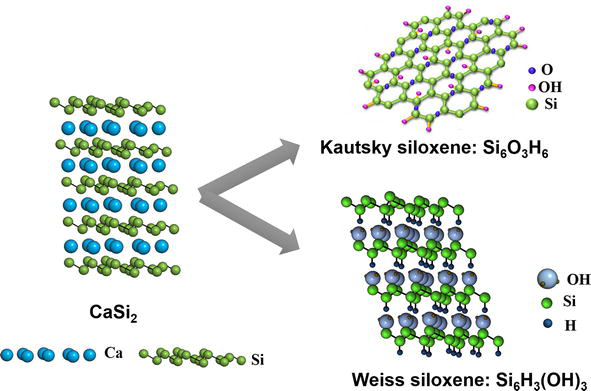
Différents types de structures du siloxène

Le siloxène de Weiss, également appelé siloxène de Wöhler, correspond à une structure obtenue selon la méthode de Wöhler, mais dont la détermination précise a été réalisée par Weiss et ses collaborateurs. Il s’agit d’un réseau de monocouches ondulées de silicium, où chaque feuillet est terminé par des groupes hydroxyles (-OH) d’un côté et des atomes d’hydrogène (-H) de l’autre. Cette configuration crée une répulsion électrostatique entre les couches, limitant ainsi leur empilement compact. Confirmée par diffraction des rayons X, cette structure est considérée comme la plus stable du siloxène,.
Le siloxène de Kautsky, quant à lui, se compose de cycles Si₆H₆ interconnectés par des ponts Si-O-Si ou se présente sous forme de chaînes unidimensionnelles de Si-Si également reliées par des ponts Si-O-Si. L’arrangement exact de cette structure dépend des paramètres de synthèse, et certaines études suggèrent une grande variabilité structurelle.
Cependant, la structure exacte du siloxène reste un sujet de débat et varie en fonction des conditions expérimentales. Plusieurs modèles ont été proposés, mais la littérature manque encore de preuves concluantes permettant de décrire précisément la structure et la chimie de coordination de ces nanofeuillets de silicium (SiNSs). De plus, certaines variantes contenant des proportions différentes de groupes hydrogénés ou oxydés influencent fortement ses propriétés électroniques et optiques, bien que ces modifications restent encore peu caractérisées.

## Synthèse et techniques de caractérisation
Le siloxène est principalement synthétisé à partir de disiliciure de calcium (CaSi₂), un composé couramment utilisé comme précurseur pour les matériaux à base de silicium. La méthode de synthèse la plus répandue repose sur la désintercalation des ions calcium (Ca²⁺) sous l’action d’un acide fort, généralement l’acide chlorhydrique (HCl).
La réaction globale est :    3 CaSi₂ + 6 HCl + 3 H₂O → Si₆H₃(OH)₃ + 3 CaCl₂ + H₂

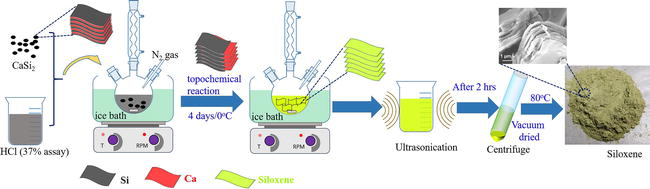
Processus de synthèse du siloxène

### Étapes de synthèse[6]
- Désintercalation des ions calcium :  La poudre de CaSi₂ est mélangée avec de l'acide chlorhydrique concentré (HCl) dans un environnement contrôlé, souvent sous atmosphère inerte (azote ou argon) afin d’éviter toute oxydation indésirable.

- Conditions de réactions : Le mélange est agité pendant 2 à 4 jours à basse température, généralement sous conditions de froid glacial, pour favoriser l'extraction des ions calcium.

- Formation du siloxène :  Au cours de cette réaction, à mesure que les ions calcium Ca²⁺ sont extraits des couches de CaSi₂, ils se forment des feuillets de silicium enrichis en groupes hydroxyle (-OH) et hydrogène (H) formant ainsi le siloxène. La structure finale dépend des conditions de synthèse, telles que la concentration de l'acide, la température et la durée de la réaction.

### Techniques de caractérisation
L’analyse du siloxène repose sur plusieurs techniques permettant d’étudier sa structure, sa composition chimique et ses propriétés physico-chimiques.
La diffraction des rayons X a permis d’indexer la structure du siloxène sur une maille hexagonale. Les paramètres de la maille cristalline varient selon les sources : certaines études rapportent des valeurs de a = 0,383 nm (3,83 Å) et c = 0,63 nm (6,30 Å), tandis que d’autres indiquent a = 3,83 Å et c = 5,90 Å. Ces différences peuvent être attribuées aux conditions expérimentales et aux variations structurelles du matériau.
La spectroscopie infrarouge à Transformée de Fourier (FTIR) est utilisée pour identifier les groupes fonctionnels en surface, tels que les groupes hydroxyle (-OH), hydrogène (-H) et siloxane (Si-O-Si).
La microscopie électronique à balayage (MEB) et la microscopie électronique en transmission (MET) permettent d’observer la morphologie du matériau à l’échelle nanométrique, révélant la structure en feuillets du siloxène et d'étudier leurs arrangements en couches. La microscopie électronique en transmission (MET) permet notamment d’observer des détails à l’échelle atomique, comme l’ondulation des feuillets induite par la présence de groupes hydroxyle et hydrogène.
La spectroscopie Raman permet d’analyser les vibrations des liaisons chimiques, notamment celles associées aux liaisons Si-H et Si-O-Si, offrant ainsi des informations précises sur la structure et l’état du siloxène.
La spectroscopie de photoluminescence (PL) est utilisée pour examiner les propriétés optiques du siloxène, en particulier sur sa capacité à émettre de la lumière sous excitation lumineuse. L’analyse thermogravimétrique (ATG) permet d’évaluer sa stabilité thermique en mesurant la perte de masse en fonction de la température. Enfin, la spectroscopie de photoélectrons X (XPS) est utilisée pour déterminer la composition chimique de surface ainsi que les états d’oxydation des atomes de silicium et d’oxygène, fournissant ainsi des informations sur la nature des liaisons présentes dans le matériau.
Chaque technique apporte une perspective complémentaire sur le siloxène, et leur combinaison permet d’obtenir des informations précieuses sur ses propriétés.

## Domaines d'application
Le siloxène a suscité un intérêt croissant pour ses propriétés uniques dans plusieurs domaines technologiques et médicaux : 

### Capteur sélectif de dopamine
Le siloxène est étudié pour améliorer la détection de la dopamine, un neurotransmetteur essentiel impliqué dans plusieurs maladies neurologiques telles que Parkinson et la schizophrénie. Il permet une détection plus précise en réduisant les interférences avec d’autres molécules biologiques et en stabilisant les électrodes. Sa structure favorise un meilleur transfert d’électrons, ce qui renforce la sensibilité et la fiabilité des capteurs. Ces avancées ouvrent la voie à des dispositifs plus performants pour le suivi des maladies neurodégénératives.

### Batteries lithium-oxygène photo-assistées
Grâce à ses propriétés semi-conductrices et à sa capacité d’absorption de la lumière, le siloxène joue un rôle de photocatalyseur bifonctionnel dans les batteries lithium-oxygène (Li-O₂) assistées par la lumière. Son utilisation permettrait de réduire la tension de charge à 1,90 V, d’augmenter la tension de décharge à 3,51 V, et d’atteindre un rendement énergétique de 185 %. Ces batteries présentent également une bonne stabilité (92 % d’efficacité après 100 cycles) et une capacité réversible élevée (1170 mAh g⁻¹ à 0,75 mA cm⁻²), ce qui en fait une solution prometteuse pour le stockage d’énergie, notamment pour l’intégration des énergies renouvelables.

### Capteurs de santé et analyse des électrolytes
Le siloxène est utilisé dans des capteurs flexibles pour surveiller les électrolytes dans la sueur (Na⁺ et K⁺) ainsi que pour suivre l'activité cardiaque (ECG). En intégrant des nanoparticules d'or et du graphène, il permet d'améliorer la précision des mesures tout en offrant une surveillance non invasive et continue, ce qui ouvre des perspectives pour la médecine personnalisée.

### Supercondensateurs
Le siloxène présente des propriétés intéressantes pour les supercondensateurs en raison de sa structure bidimensionnelle et de ses groupes fonctionnels oxygénés. Cela lui permet d'atteindre des densités d'énergie élevées et une grande stabilité cyclique, offrant ainsi une alternative aux électrodes en silicium ou en carbone pour des applications à haute performance.

### Protection optique
Le siloxène est également étudié pour ses propriétés de protection optique contre les lasers à haute énergie. Grâce à ses excellentes capacités d’absorption non linéaire et à ses propriétés semi-conductrices, les nanofeuillets de siloxène (SiNSs) présentent un fort potentiel en tant que matériaux de limitation optique à large bande.
Des recherches ont montré que ces nanofeuillets, intégrés dans des verres-gels hybrides, permettent de réduire la transmission de la lumière sous l'effet d’un laser intense, offrant ainsi une protection efficace pour les capteurs optiques et les dispositifs sensibles. Cette application est particulièrement intéressante dans les domaines de la défense, de l’optronique et de la sécurité laser.